# Bucelario visigodo
Un bucelario (latín: buccelarius) era un auxiliar militar que defendía las posesiones y acompañaba en los combates a los magnates del reino visigodo (incluso a los que no tenían ningún cargo).
Estas milicias privadas fueron conocidas desde el principio de la dominación goda en Hispania (los propietarios romanos ya las poseían). Estos cuerpos recibían regalos (además de una paga) para servir a su señor, pero en caso de pasar al servicio de otro (lo que podían hacer libremente), debían devolver tales obsequios, así como la mitad del botín que hubieran obtenido mientras servían a su primer amo. En caso de morir en combate dejando sólo hijas, éstas quedaban bajo protección del patrón, quien debía casarlas convenientemente. No está claro si eran armados por el patrón o ellos mismos aportaban su armamento. Si el señor había regalado tierras a un bucelario, y éste pasaba al servicio de otro amo, debía devolver las tierras, por lo cual, en tal caso, el nuevo patrón estaba obligado a entregarle también tierras.
Había otro cuerpo que era conocido como los saiones o sayones, de los que no se sabe gran cosa. Parecen haber estado más vinculados al patrón, que era quien los armaba (aunque las armas pasaban a ser propiedad del sayón) y a quien pasaba todo el botín obtenido.
Bucelarios y sayones constituían el séquito clientelar de cada magnate. Cuando un noble o  maior persona conseguía tierras por donación real, solía entregar parte de ellas a sus bucelarios y sayones.
La palabra sayeón se utiliza como un término coloquial en variadas partes de Centroamérica para describir a una persona astuta e inteligente.
Distintas procesiones de Semana Santa, vestidos con una túnica larga, como es el caso de la Semana Santa Marinera, donde representan a los caballeros cristianos que fueron a Tierra Santa a reconquistar los Santos Lugares y que rendían culto al Santo Sepulcro.
- Datos: Q661277